# Dotto escretore
Il dotto escretore è un canale di passaggio generalmente a struttura tubulare che permette il transito di secreti prodotti da una ghiandola. Le cellule che costituiscono la parete dei dotti sono epiteliali.

## Anatomia microscopica
Il dotto escretore di una ghiandola esocrina può avere diverse architetture:
- Semplice;
- Ramificata: un dotto escretore che drena più adenomeri;
- Composta: il dotto escretore principale (collettore) si ramifica più volte dando luogo ad una struttura organizzata in lobi contenenti lobuli. I lobuli ed i lobi sono divisi da tessuto connettivo costituente lo stroma e contengono una parte interna di tessuto epiteliale ghiandolare detta parenchima. Un esempio di ghiandola composta (alveolare) sono le ghiandole mammarie.